# Суараси
Суараси (азерб. Suarası) — село у Лачинському районі Азербайджану. Село розташоване за 36 км на північний захід від районного центру, міста Лачина,село розташоване за 5 км на північ від села Ашаги Фараджан
З 1992 по 2020 рік було під Збройні сили Вірменії окупацією і називалось Суарас (вірм. Սուարաս), входячи в Кашатазький район невизнаний Нагірно-Карабаська Республіка. 1 грудня 2020 в ході Другої карабаської війни села було звільнено Збройні сили Азербайджану. (вірмени трактують це як окупацію).